# Růžena Stoklásková
Růžena Soklásková (22. června 1901 Ljubuški – 10. června 1942 Kounicovy koleje) byla česká učitelka a odbojářka popravená nacisty.

## Život
Růžena Stoklásková se narodila 22. června 1901 v Ljubuškách na území historické Hercegoviny, v té době pod protektorátem Rakouska-Uherska. Brzy se s rodiči vrátila do Přerova, kde vychodila obecnou a měšťanskou školu, mezi lety 1916 a 1920 následovala studia na dívčím pedagogiu rovněž v Přerově. Postupně vyučovala na školách v Medlovicích, Troubkách a Kojetíně. Od roku 1935 pracovala jako odborná učitelka dívčí měšťanské školy Karolíny Světlé (dnes Základní škola Boženy Němcové Přerov) v Přerově, kde i bydlela. Byla aktivní ve společenském životě. Byla funkcionářkou České obce učitelské a Dělnické akademie a členkou Ženské národní rady. Byla první ženou v přerovském městském zastupitelstvu za Sociální demokracii. Aktivní byla v Sokole, učitelském spolku Komenský, Krajinském spolku učitelů měšťanských škol a odborové organizaci Jednota moravských učitelek. Předsedala přerovské organizaci Pokrokových žen moravských, psala studie a články do periodik, účastnila se vysokoškolských kurzů, odborných seminářů, učitelských konferencí a kurzů. Měla dceru Milušku.

## Protinacistický odboj
Po německé okupaci v březnu 1939 vstoupila do protinacistického odboje. Stala se členkou organizace Petiční výbor Věrni zůstaneme a po odchodu zakladatele přerovské skupiny Františka Lančíka do zahraničí se stala její vedoucí společně s Karlem Smělíkem. Skupina se zaměřovala na distribuci ilegálních tiskovin, pomoc rodinám zatčených a popravených, zpravodajskou činnost v přerovských podnicích a na železnici, pomáhala z přechodem osob do zahraničí. Své pozice funkcionářky České obce učitelské a možnosti cestování využívala k udržováním spojení s vedením organizace a k převozu tiskovin. Zapojena byla i do činnosti přerovské organizace Obrany národa. Z prvního zatčení na jaře 1940 ještě vyvázla. Následně spolupracovala i při ukrývání příslušníků sovětských výsadků, což se jí stalo osudným. Po zradě Ferdinanda Čihánka došlo k rozsáhlé zatýkací akci, v jejíž síti uvázla i ona. Zatčena byla 16. prosince 1941, vězněna a vyslýchána byla v Olomouci a Brně. Za svou činnost byla během stanného práva odsouzena k trestu smrti a popravena dne 10. června 1942 na brněnských Kounicových kolejích. Během popravy provolala Sbohem Miluško! Ať žije republika Československá! Její ostatky byly zpopelněny o den později v brněnském krematoriu.

## Posmrtná ocenění
- V roce 1946 udělil prezident republiky Růženě Stokláskové in memoriam Československý válečný kříž 1939
- Po Růženě Stokláskové nese název jedna z ulic v Přerově